# AFI's 100 Years... 100 Cheers
L'AFI's 100 Years... 100 Cheers è una lista che fa parte delle AFI 100 Years... series, stilate annualmente dall'American Film Institute dal 1998, che comprende i cento film più commoventi (cheers in inglese letteralmente è traducibile applausi, acclamazioni) del cinema statunitense.
È stata resa pubblica il 14 giugno 2006 in uno special televisivo della CBS.

## La lista
1. La vita è meravigliosa (It's a Wonderful Life), regia di Frank Capra (1946)
2. Il buio oltre la siepe (To Kill a Mockingbird), regia di Robert Mulligan (1962)
3. Schindler's List - La lista di Schindler, regia di Steven Spielberg (1993)
4. Rocky, regia di John G. Avildsen (1976)
5. Mr. Smith va a Washington (Mr. Smith Goes to Washington), regia di Frank Capra  (1939)
6. E.T. l'extra-terrestre (E.T. the Extra-Terrestrial), regia di Steven Spielberg (1982)
7. Furore (The Grapes of Wrath), regia di John Ford (1940)
8. All American Boys (Breaking Away), regia di Peter Yates (1979)
9. Il miracolo della 34ª strada (Miracle on 34th Street), regia di George Seaton (1947)
10. Salvate il soldato Ryan (Saving Private Ryan), regia di Steven Spielberg (1998)
11. I migliori anni della nostra vita (The Best Years of Our Lives), regia di William Wyler (1946)
12. Apollo 13, regia di Ron Howard (1995)
13. Colpo vincente (Hoosiers), regia di David Anspaugh (1986)
14. Il ponte sul fiume Kwai (The Bridge on the River Kwai), regia di David Lean (1957)
15. Anna dei miracoli (The Miracle Worker), regia di Arthur Penn (1962)
16. Norma Rae, regia di Martin Ritt (1979)
17. Qualcuno volò sul nido del cuculo (One Flew Over the Cuckoo's Nest), regia di Miloš Forman (1975)
18. Il diario di Anna Frank (The Diary of Anne Frank), regia di George Stevens (1959)
19. Uomini veri (The Right Stuff), regia di Philip Kaufman (1983)
20. Philadelphia, regia di Jonathan Demme (1993)
21. La calda notte dell'ispettore Tibbs (In the Heat of the Night), regia di Norman Jewison (1967)
22. L'idolo delle folle (The Pride of the Yankees), regia di Sam Wood (1942)
23. Le ali della libertà (The Shawshank Redemption), regia di Frank Darabont (1994)
24. Gran Premio (National Velvet), regia di Clarence Brown (1944)
25. I dimenticati (Sullivan's Travels), regia di Preston Sturges (1941)
26. Il mago di Oz (The Wizard of Oz), regia di Victor Fleming (1939)
27. Mezzogiorno di fuoco (High Noon), regia di Fred Zinnemann (1952)
28. L'uomo dei sogni (Field of Dreams), regia di Phil Alden Robinson (1989)
29. Gandhi, regia di Richard Attenborough (1982)
30. Lawrence d'Arabia (Lawrence of Arabia), regia di David Lean (1962)
31. Glory - Uomini di gloria (Glory), regia di Edward Zwick (1989)
32. Casablanca, regia di Michael Curtiz (1942)
33. Luci della città (City Lights), regia di Charlie Chaplin (1931)
34. Tutti gli uomini del presidente (All the President's Men), regia di Alan J. Pakula (1976)
35. Indovina chi viene a cena? (Guess Who's Coming to Dinner), regia di Stanley Kramer (1967)
36. Fronte del porto (On the Waterfront), regia di Elia Kazan (1954)
37. Forrest Gump, regia di Robert Zemeckis (1994)
38. Pinocchio, regia di Hamilton Luske, Ben Sharpsteen (1940)
39. Guerre stellari (Star Wars), regia di George Lucas (1977)
40. La signora Miniver (Mrs. Miniver), regia di William Wyler (1942)
41. Tutti insieme appassionatamente (The Sound of Music), regia di Robert Wise (1965)
42. La parola ai giurati (12 Angry Men), regia di Sidney Lumet (1957)
43. Via col vento (Gone with the Wind), regia di Victor Fleming (1939)
44. Spartacus, regia di Stanley Kubrick (1960)
45. Sul lago dorato (On Golden Pond), regia di Mark Rydell (1981)
46. I gigli del campo (Lilies of the Field), regia di Ralph Nelson (1963)
47. 2001: Odissea nello spazio (2001: A Space Odyssey), regia di Stanley Kubrick (1968)
48. La regina d'Africa (The African Queen), regia di John Huston (1951)
49. Arriva John Doe (Meet John Doe), regia di Frank Capra (1941)
50. Seabiscuit - Un mito senza tempo (Seabiscuit), regia di Gary Ross (2003)
51. Il colore viola (The Color Purple), regia di Steven Spielberg (1985)
52. L'attimo fuggente (Dead Poets Society), regia di Peter Weir (1989)
53. Il cavaliere della valle solitaria (Shane), regia di George Stevens (1953)
54. Rudy - Il successo di un sogno (Rudy), regia di David Anspaugh (1993)
55. La parete di fango (The Defiant Ones), regia di Stanley Kramer (1958)
56. Ben-Hur, regia di William Wyler (1959)
57. Il sergente York (Sergeant York), regia di Howard Hawks (1941)
58. Incontri ravvicinati del terzo tipo (Close Encounters of the Third Kind), regia di Steven Spielberg (1977)
59. Balla coi lupi (Dances with Wolves), regia di Kevin Costner (1990)
60. Urla del silenzio (The Killing Fields), regia di Roland Joffé (1984)
61. Sounder, regia di Martin Ritt (1972)
62. Braveheart - Cuore impavido (Braveheart), regia di Mel Gibson (1995)
63. Rain Man - L'uomo della pioggia (Rain Man), regia di Barry Levinson (1988)
64. Black Stallion (The Black Stallion), regia di Carroll Ballard (1979)
65. Un grappolo di sole (A Raisin in the Sun), regia di Daniel Petrie (1961)
66. Silkwood, regia di Mike Nichols (1983)
67. Ultimatum alla Terra (The Day the Earth Stood Still), regia di Robert Wise (1951)
68. Ufficiale e gentiluomo (An Officer and a Gentleman), regia di Taylor Hackford (1982)
69. L'aquila solitaria (The Spirit of St. Louis), regia di Billy Wilder (1957)
70. La ragazza di Nashville (Coal Miner's Daughter), regia di Michael Apted (1980)
71. Nick mano fredda (Cool Hand Luke), regia di Stuart Rosenberg (1967)
72. Tramonto (Dark Victory), regia di Edmund Goulding (1939)
73. Erin Brockovich - Forte come la verità (Erin Brockovich), regia di Steven Soderbergh (2000)
74. Gunga Din, regia di George Stevens (1939)
75. Il verdetto (The Verdict), regia di Sidney Lumet (1982)
76. L'uomo di Alcatraz (Birdman of Alcatraz), regia di John Frankenheimer (1962)
77. A spasso con Daisy (Driving Miss Daisy), regia di Bruce Beresford (1989)
78. Thelma & Louise (Thelma and Louise), regia di Ridley Scott (1991)
79. I dieci comandamenti (The Ten Commandments), regia di Cecil B. DeMille (1956)
80. Babe - Maialino coraggioso (Babe), regia di Chris Noonan (1995)
81. La città dei ragazzi (Boys Town), regia di Norman Taurog (1938)
82. Il violinista sul tetto (Fiddler on the Roof), regia di Norman Jewison (1971)
83. È arrivata la felicità (Mr. Deeds Goes to Town), regia di Frank Capra (1936)
84. Serpico, regia di Sidney Lumet (1973)
85. Tina - What's Love Got to Do With It (What's Love Got To Do With It?), regia di Brian Gibson (1993)
86. La forza della volontà (Stand and Deliver), regia di Ramon Menendez (1988)
87. Una donna in carriera (Working Girl), regia di Mike Nichols (1988)
88. Ribalta di gloria (Yankee Doodle Dandy), regia di Michael Curtiz (1942)
89. Harold e Maude (Harold and Maude), regia di Hal Ashby (1972)
90. Hotel Rwanda, regia di Terry George (2004)
91. Esami per la vita, regia di James Bridges (1973)
92. Saranno famosi (Fame), regia di Alan Parker (1980)
93. A Beautiful Mind, regia di Ron Howard (2001)
94. Capitani coraggiosi (Captains Courageous), regia di Victor Fleming (1937)
95. Le stagioni del cuore (Places in the Heart), regia di Robert Benton (1984)
96. In cerca di Bobby Fischer (Searching For Bobby Fischer), regia di Steven Zaillian (1993)
97. Madame Curie, regia di Mervyn LeRoy (1943)
98. Per vincere domani - The Karate Kid (The Karate Kid), regia di John G. Avildsen (1984)
99. Ray, regia di Taylor Hackford (2004)
100. Momenti di gloria (Chariots of Fire), regia di Hugh Hudson (1981)